# Камо-дзиндзя
Камо-дзиндзя (яп. 賀茂神社) — общее название двух синтоистских храмов — Симогамо-дзиндзя и Камигамо-дзиндзя, расположенных на севере Киото (ранее считались одним храмом). Эти святилища — одни из важнейших в Японии. Они являлись главными храмами провинции и входили в число 7 старших храмов из нидзюнися (22 храма, получающие императорскую поддержку), а в эпоху Мэйдзи были обозначены как кампэй тайся. В Симогамо-дзиндзя поклоняются Камо-такэцунуми и его дочери Тамаёрихимэ, а в Камигамо-дзиндзя — её сыну, Камо-вакэ-икадзути. Они считаются божествами урожая.
Храмы расположены у реки Камо-Гава; Симогамо-дзиндзя находится у её слияния с Такано-Гавой (район Сакё-ку), а Камигамо-дзиндзя — выше по течению (район Кита-ку), от чего и происходят их названия (симо-гамо — «ниже по Камо», ками-гамо — «выше по Камо»).
Храмы построены в стиле нагарэ-дзукури, отличительная черта которого — удлинённый передний свес крыши. Хайдэн считается национальным достоянием.
Паломничества в Камо-дзиндзя и проводимые там ритуалы упоминаются уже в «Манъёсю». Возможно, основание Камигамо-дзиндзя связано с ритуалами поклонения горе Косан, проводившимися с VI века. Первые следы строений на данном месте датируются 678 годом. С переносом столицы в Киото, в непосредственной близости от храмов, в правление императора Камму они стали одними из важнейших в государстве. С момента основания святилища до реставрации Мэйдзи императоры посещали храм 68 раз. Святилища были очень популярны среди столичной аристократии и многократно упоминаются в «Повести о Гэндзи».
В святилищах Камо с 544 года проводится фестиваль Аой-мацури. Для этого с 12 мая в храмах проводят подготовительные обряды, а 15 мая проводится сам праздник. Праздничное шествие, участники которого одеты в костюмы хэйанской эпохи, выходит из императорского дворца, идёт вдоль реки Камо, останавливается в Симогамо-дзиндзя, а после прибывает в Камигамо-дзиндзя, где торжественно встречают императорского посланника с дарами для божеств.